# Takaja Kurokawa
Takaja Kurokawa (japonsky 黒河 貴矢, * 7. dubna 1981) je bývalý japonský fotbalista.

## Klubová kariéra
Hrával za Shimizu S-Pulse, Tokyo Verdy, JEF United Chiba, Japan Soccer College a Albirex Niigata.

## Reprezentační kariéra
S japonskou reprezentací se zúčastnil Letních olympijských her 2004.